# بلدة فيروكوا (ويسكونسن)
فيروكوا (بالإنجليزية: Viroqua (town), Wisconsin)‏ هي بلدة تقع بولاية ويسكونسن في الولايات المتحدة. تبلغ مساحتها 125.3 (كم²)، وترتفع عن سطح البحر 365 م، بلغ عدد سكانها 1560 نسمة في عام 2000 حسب إحصاء مكتب تعداد الولايات المتحدة وتصل الكثافة السكانية فيها 12.5 نسمة/كم2.

## وصلات خارجية
- The US50 - Cities and Towns in Wisconsin State
- Wisconsin Cities and Towns, Facts, Map, Flag, Colleges, Government, and More